# Fachpflegekraft im Operationsdienst
Fachpflegekräfte im Operationsdienst (in Österreich auch OP-Schwester oder OP-Pflegeperson) sind Pflegefachpersonen mit entsprechender zweijähriger Fachweiterbildung, die Chirurgen bei der Operation assistieren. Außerdem sind sie verantwortlich für die perioperative Betreuung von Patienten, die Vor- und Nachbereitung der OP-Säle, der Instrumente und der benötigten Geräte sowie für die Dokumentation des OP-Ablaufs. 
Nach der dreijährigen Ausbildung zur Pflegefachkraft kann nach 24 Monaten Berufserfahrung, davon mindestens sechs Monate im Funktionsdienst, eine zweijährige berufsbegleitende Fachweiterbildung absolviert werden, die in den meisten Ländern mit einem Examen abschließt, das zum Führen der Berufsbezeichnung Fachgesundheits- und Krankenpfleger berechtigt.
Diese Fachausbildung ist keine gesetzliche Voraussetzung, um im Operationsdienst zu arbeiten. Unter anderem haben Fachkrankenpfleger eine höhere Gehaltsstufe nach dem Tarifvertrag für den öffentlichen Dienst.
Operationstechnische Assistenten (OTA) dagegen können ohne vorherige abgeschlossene Pflegeausbildung nach einer dreijährigen Ausbildung wie Fachpflegekräfte im Operationsdienst sowie in anderen Funktionseinheiten, z. B. in der Endoskopie, Ambulanz und Notaufnahme, eingesetzt werden.